# Götz Friedrich

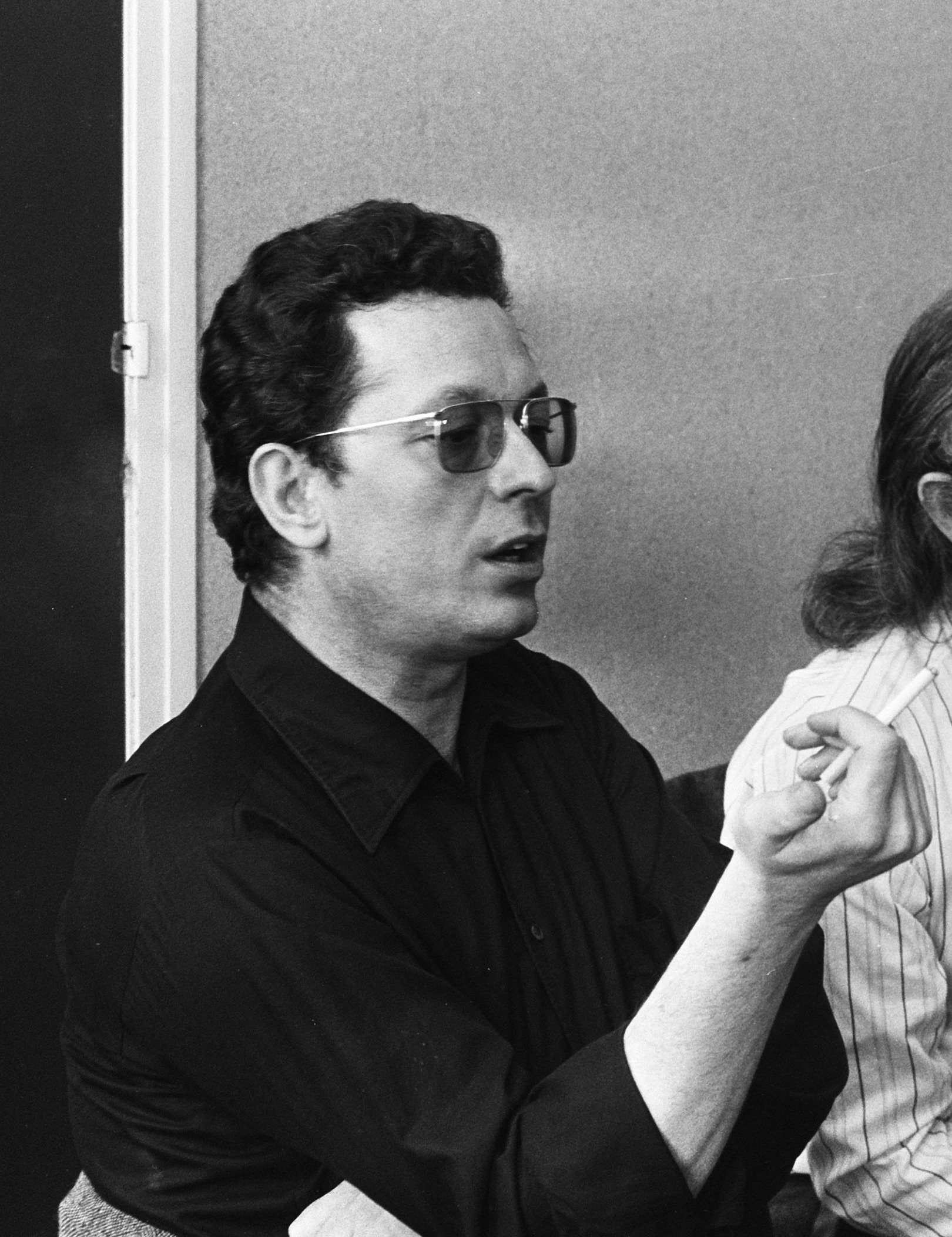
Götz Friedrich, 1975

Götz Friedrich (* 4. August 1930 in Naumburg; † 12. Dezember 2000 in Berlin) war ein deutscher Regisseur und Theaterleiter.

## Leben
Götz Friedrich war an der (damals Ost-)Berliner Komischen Oper zunächst Schüler, später Mitarbeiter von Walter Felsenstein und dort dann Regisseur (Oberspielleiter). Bereits in den 1960er Jahren inszenierte er im westlichen Ausland, etwa in Bremen und 1972 auch bei den Bayreuther Festspielen (Richard Wagners Tannhäuser). Im November 1972 kehrte Friedrich von einem Gastspiel in Stockholm nicht mehr in die DDR zurück. Danach arbeitete er als Regisseur an der Hamburgischen Staatsoper und am Royal Opera House Covent Garden in London.
Von 1981 bis 2000 war er Generalintendant und Chefregisseur der Deutschen Oper Berlin. Darüber hinaus war er Chefregisseur an der Hamburgischen Staatsoper, Intendant des Theaters des Westens in Berlin (1984–1993), Oberspielleiter (Principal Producer) am Royal Opera House Covent Garden in London und ab 1993 Erster Gastregisseur der Königlichen Oper Stockholm. 1986 war er Initiator der Stiftung The American Berlin Opera Foundation (ABOF) mit Sitz in New York City.
Seit 1973 lehrte er als Professor für Musiktheater-Regie an der Hochschule für Musik und Theater Hamburg in Kooperation mit der Universität Hamburg. Den Studiengang hatte er zusammen mit August Everding begründet.
Friedrich hat mit zahlreichen bekannten Ausstattern zusammengearbeitet, darunter Toni Businger, Rudolf Heinrich, Reinhart Zimmermann, Ernst Fuchs, Karl-Ernst Herrmann, Wilfried Minks, Josef Svoboda, Jan Skalicky, Günther Schneider-Siemssen, Jürgen Rose, Günther Uecker, Andreas Reinhardt, Herbert Wernicke, Erich Wonder, Pet Halmen, Peter Sykora, Hans Schavernoch und Gottfried Pilz.

## Privates
In erster Ehe war Götz Friedrich von 1953 bis 1962 mit der 2024 verstorbenen Schauspielerin Ruth Maria Kubitschek verheiratet, die er während seines Studiums am Deutschen Theater-Institut (Stanislawski-Institut) in Weimar kennengelernt hatte. In dieser Ehe wurde der Sohn Alexander 1957 geboren. Anschließend war Friedrich mit der Tänzerin Sighilt Pahl verheiratet, die mit ihm 1972 gemeinsam aus der DDR nach Stockholm ausreisen durfte. Aus Friedrichs dritter Ehe mit der Sopranistin Karan Armstrong stammt sein Sohn Johannes (* 1983).

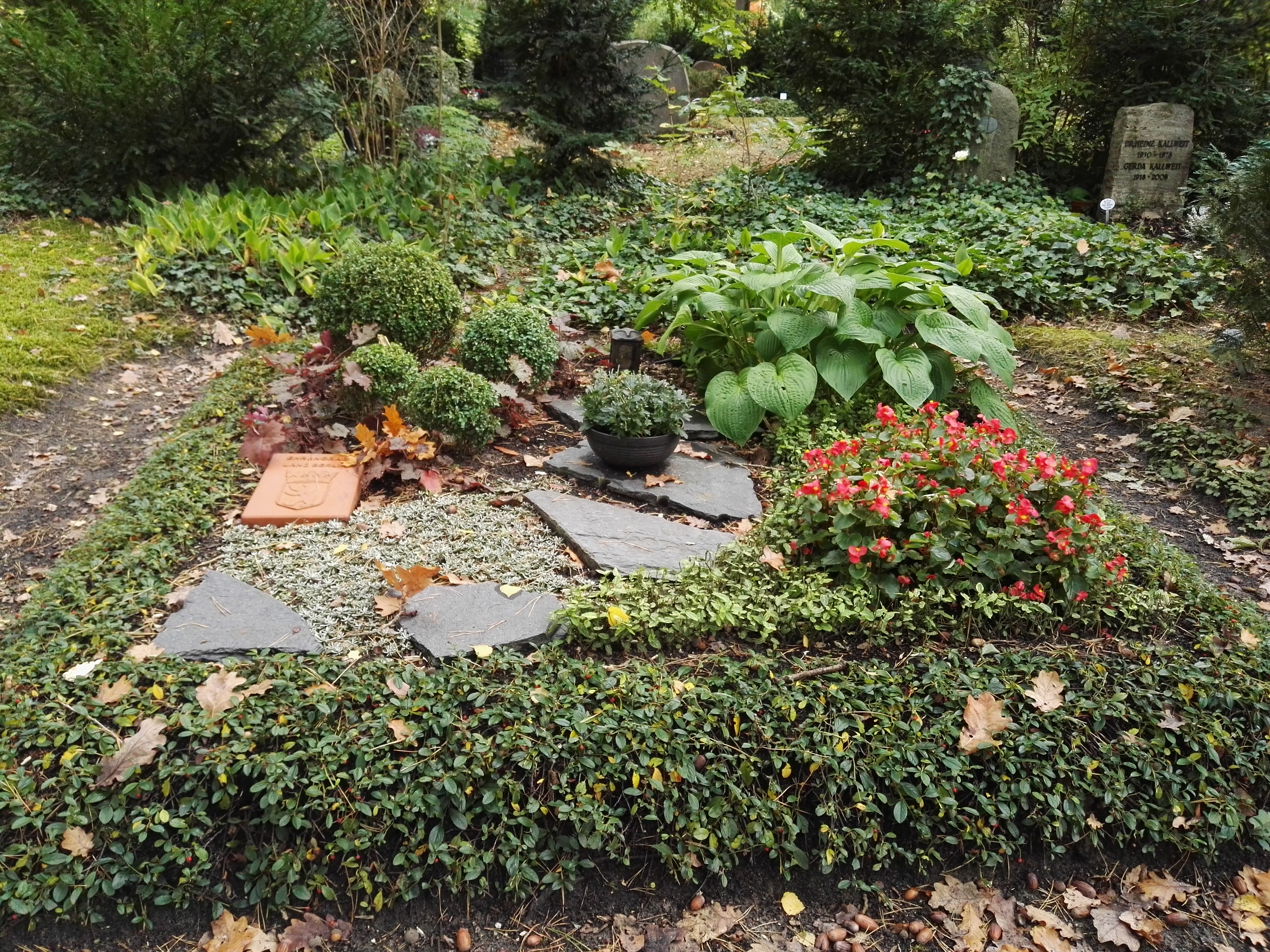
Grabstätte

Friedrichs Grabstätte befindet sich auf dem Waldfriedhof Zehlendorf, seit November 2010 ist sie ein Ehrengrab des Landes Berlin.

## Mitgliedschaften, Ehrungen

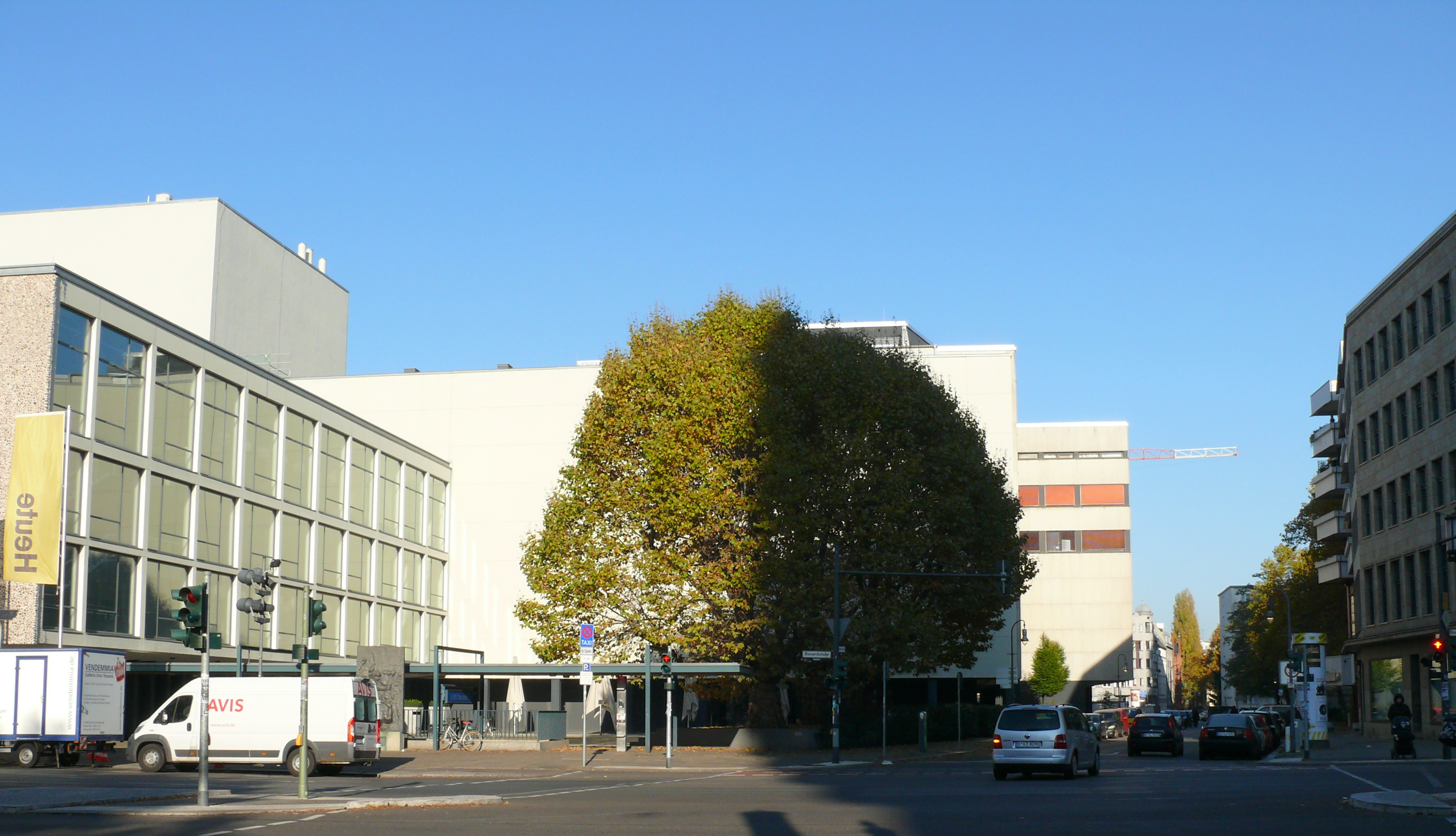
Götz-Friedrich-Platz neben der Deutschen Oper, Charlottenburg, Bismarckstraße

- 1969 Außerordentliches Mitglied der Akademie der Künste, Berlin (Ost) (bis 1973)
- 1982 Mitglied der Akademie der Künste, Berlin (West)
- 1986 Bundesverdienstkreuz 1. Klasse
- 1990 Ehrensenator der Universität Hamburg[2]
- 1995 Berliner Bär (B.Z.-Kulturpreis)
- Mitglied der Freien Akademie der Künste in Hamburg
- Ehrenmitglied der Deutschen Oper Berlin
- Großes Bundesverdienstkreuz
- Kommandeur des Königlich-Schwedischen Nordstern-Ordens
- Komturkreuz I. Klasse des Ordens des Löwen von Finnland
- Ernst-Reuter-Plakette 1996
- Königlich-Schwedische Medaille „Litteris et Artibus“
- Goldenes Ehrenzeichen der Genossenschaft Deutscher Bühnen-Angehöriger
- Ehrende Anerkennung beim Adolf-Grimme-Preis 1976
- Wilhelm-Pitz-Preis
- Silbernes Blatt der Dramatiker Union (1992)

Seit 1998 wird der Götz-Friedrich-Preis für Nachwuchsregisseure im Bereich Oper vergeben. Der Preis ist mit 5.000 Euro dotiert und wird von der Götz-Friedrich-Stiftung vergeben.
Der Götz-Friedrich-Platz neben der Deutschen Oper erhielt am 14. Juni 2008 seinen Namen.